# Молодіжна збірна Саудівської Аравії з футболу
Молодіжна збірна Саудівської Аравії з футболу (араб. المنتخب السعودي لكرة القدم تحت 20 سنة‎‎) — представляє Саудівську Аравію на міжнародних молодіжних футбольних змаганнях. Контролюється Футбольною федерацією Саудівської Аравії.

## Виступи на молодіжному ЧС
| 1977  | Не кваліфікувалась                | Не кваліфікувалась                | Не кваліфікувалась                | Не кваліфікувалась                | Не кваліфікувалась                | Не кваліфікувалась                | Не кваліфікувалась                | Не кваліфікувалась                | Не кваліфікувалась | Не кваліфікувалась | Не кваліфікувалась | Не кваліфікувалась | Не кваліфікувалась | Не кваліфікувалась |
| 1979  | Не кваліфікувалась                | Не кваліфікувалась                | Не кваліфікувалась                | Не кваліфікувалась                | Не кваліфікувалась                | Не кваліфікувалась                | Не кваліфікувалась                | Не кваліфікувалась                | Не кваліфікувалась | Не кваліфікувалась | Не кваліфікувалась | Не кваліфікувалась | Не кваліфікувалась | Не кваліфікувалась |
| 1981  | Не кваліфікувалась                | Не кваліфікувалась                | Не кваліфікувалась                | Не кваліфікувалась                | Не кваліфікувалась                | Не кваліфікувалась                | Не кваліфікувалась                | Не кваліфікувалась                | Не кваліфікувалась | Не кваліфікувалась | Не кваліфікувалась | Не кваліфікувалась | Не кваліфікувалась | Не кваліфікувалась |
| 1983  | Не кваліфікувалась                | Не кваліфікувалась                | Не кваліфікувалась                | Не кваліфікувалась                | Не кваліфікувалась                | Не кваліфікувалась                | Не кваліфікувалась                | Не кваліфікувалась                | Не кваліфікувалась | Не кваліфікувалась | Не кваліфікувалась | Не кваліфікувалась | Не кваліфікувалась | Не кваліфікувалась |
| 1985  | Груповий етап                     | 10-е                              | 3                                 | 1                                 | 1                                 | 1                                 | 1                                 | 1                                 |                    |                    |                    |                    |                    |                    |
| 1987  | Груповий етап                     | 16-е                              | 3                                 | 0                                 | 0                                 | 3                                 | 0                                 | 6                                 |                    |                    |                    |                    |                    |                    |
| 1989  | Груповий етап                     | 10-е                              | 3                                 | 1                                 | 0                                 | 2                                 | 4                                 | 3                                 |                    |                    |                    |                    |                    |                    |
| 1991  | Не кваліфікувалась                | Не кваліфікувалась                | Не кваліфікувалась                | Не кваліфікувалась                | Не кваліфікувалась                | Не кваліфікувалась                | Не кваліфікувалась                | Не кваліфікувалась                | Не кваліфікувалась | Не кваліфікувалась | Не кваліфікувалась | Не кваліфікувалась | Не кваліфікувалась | Не кваліфікувалась |
| 1993  | Груповий етап                     | 13-е                              | 3                                 | 0                                 | 2                                 | 1                                 | 1                                 | 2                                 |                    |                    |                    |                    |                    |                    |
| 1995  | Не кваліфікувалась                | Не кваліфікувалась                | Не кваліфікувалась                | Не кваліфікувалась                | Не кваліфікувалась                | Не кваліфікувалась                | Не кваліфікувалась                | Не кваліфікувалась                | Не кваліфікувалась | Не кваліфікувалась | Не кваліфікувалась | Не кваліфікувалась | Не кваліфікувалась | Не кваліфікувалась |
| 1997  | Не кваліфікувалась                | Не кваліфікувалась                | Не кваліфікувалась                | Не кваліфікувалась                | Не кваліфікувалась                | Не кваліфікувалась                | Не кваліфікувалась                | Не кваліфікувалась                | Не кваліфікувалась | Не кваліфікувалась | Не кваліфікувалась | Не кваліфікувалась | Не кваліфікувалась | Не кваліфікувалась |
| 1999  | Груповий етап                     | 21-е                              | 3                                 | 0                                 | 1                                 | 2                                 | 2                                 | 6                                 |                    |                    |                    |                    |                    |                    |
| 2001  | Не кваліфікувалась                | Не кваліфікувалась                | Не кваліфікувалась                | Не кваліфікувалась                | Не кваліфікувалась                | Не кваліфікувалась                | Не кваліфікувалась                | Не кваліфікувалась                | Не кваліфікувалась | Не кваліфікувалась | Не кваліфікувалась | Не кваліфікувалась | Не кваліфікувалась | Не кваліфікувалась |
| 2003  | Груповий етап                     | 19-е                              | 3                                 | 0                                 | 2                                 | 1                                 | 2                                 | 3                                 |                    |                    |                    |                    |                    |                    |
| 2005  | Не кваліфікувалась                | Не кваліфікувалась                | Не кваліфікувалась                | Не кваліфікувалась                | Не кваліфікувалась                | Не кваліфікувалась                | Не кваліфікувалась                | Не кваліфікувалась                | Не кваліфікувалась | Не кваліфікувалась | Не кваліфікувалась | Не кваліфікувалась | Не кваліфікувалась | Не кваліфікувалась |
| 2007  | Не кваліфікувалась                | Не кваліфікувалась                | Не кваліфікувалась                | Не кваліфікувалась                | Не кваліфікувалась                | Не кваліфікувалась                | Не кваліфікувалась                | Не кваліфікувалась                | Не кваліфікувалась | Не кваліфікувалась | Не кваліфікувалась | Не кваліфікувалась | Не кваліфікувалась | Не кваліфікувалась |
| 2009  | Не кваліфікувалась                | Не кваліфікувалась                | Не кваліфікувалась                | Не кваліфікувалась                | Не кваліфікувалась                | Не кваліфікувалась                | Не кваліфікувалась                | Не кваліфікувалась                | Не кваліфікувалась | Не кваліфікувалась | Не кваліфікувалась | Не кваліфікувалась | Не кваліфікувалась | Не кваліфікувалась |
| 2011  | 1/8 фіналу                        | 10-е                              | 4                                 | 2                                 | 0                                 | 2                                 | 8                                 | 5                                 |                    |                    |                    |                    |                    |                    |
| 2013  | Не кваліфікувалась                | Не кваліфікувалась                | Не кваліфікувалась                | Не кваліфікувалась                | Не кваліфікувалась                | Не кваліфікувалась                | Не кваліфікувалась                | Не кваліфікувалась                | Не кваліфікувалась | Не кваліфікувалась | Не кваліфікувалась | Не кваліфікувалась | Не кваліфікувалась | Не кваліфікувалась |
| 2015  | Не кваліфікувалась                | Не кваліфікувалась                | Не кваліфікувалась                | Не кваліфікувалась                | Не кваліфікувалась                | Не кваліфікувалась                | Не кваліфікувалась                | Не кваліфікувалась                | Не кваліфікувалась | Не кваліфікувалась | Не кваліфікувалась | Не кваліфікувалась | Не кваліфікувалась | Не кваліфікувалась |
| 2017  | 1/8 фіналу                        | 15-е                              | 4                                 | 3                                 | 1                                 | 4                                 | 3                                 | 5                                 |                    |                    |                    |                    |                    |                    |
| 2019  | Груповий етап                     | 20-е                              | 3                                 | 0                                 | 0                                 | 3                                 | 4                                 | 8                                 |                    |                    |                    |                    |                    |                    |
| 2021  | Скасовано через пандемію COVID-19 | Скасовано через пандемію COVID-19 | Скасовано через пандемію COVID-19 | Скасовано через пандемію COVID-19 | Скасовано через пандемію COVID-19 | Скасовано через пандемію COVID-19 | Скасовано через пандемію COVID-19 | Скасовано через пандемію COVID-19 |                    |                    |                    |                    |                    |                    |
| 2023  | Не кваліфікувалась                | Не кваліфікувалась                | Не кваліфікувалась                | Не кваліфікувалась                | Не кваліфікувалась                | Не кваліфікувалась                | Не кваліфікувалась                | Не кваліфікувалась                |                    |                    |                    |                    |                    |                    |
| Разом | 8/21                              | 1/8 фіналу                        | 29                                | 5                                 | 7                                 | 17                                | 25                                | 39                                |                    |                    |                    |                    |                    |                    |

*Включає також нічиї, якщо матч завершився внічию на стадії плей-оф в основний час.
- — країна-господар фінального турніру

## Досягнення
Юнацький кубок Азії
- Чемпіон (3): 1986, 1992, 2018
- Віце-чемпіон (3): 1985, 2016, 2025
- 3-є місце (2): 1998, 2002